# James Meston (3e baron Meston)
James Meston, 3e baron Meston (né le 10 février 1950) est un avocat et pair héréditaire britannique.

## Biographie
Il est admis au barreau en 1973 avant de succéder à son titre familial et exerce la profession d'avocat jusqu'en 1999, principalement en droit de la famille. Il a pris la soie en 1996.
Lord Meston est ensuite juge de circuit au Tribunal central de la famille de 2000 à 2020. Il continue à siéger en tant que juge de circuit adjoint après sa retraite. Ses bureaux se trouvent dans le bâtiment Queen Elizabeth à Middle Temple.
Lord Meston succède à son père en 1984 et siège à la Chambre des Lords jusqu'à l'adoption de la House of Lords Act 1999, qui l'exclut de la Chambre.
Il prononce son premier discours en mai 1984 en faveur du projet de loi sur l'enlèvement d'enfants. Il est enregistré dans le Hansard comme ayant apporté 779 contributions avant son exclusion en 1999.
Il revient à la chambre haute après avoir été élu lors d'une élection partielle de crossbencher en septembre 2023, prenant la place d'Adrian, Lord Palmer.